# 厚肋露齿螺
厚肋露齿螺（学名：Ringicula yokoyamai）为露齿螺科露齿螺属的动物:74。舊屬後鰓目:69或頭楯目，2005年《布歇特和洛克羅伊的腹足類分類》屬下異鰓類非正式群組，今屬露齒螺總目。

## 分佈
本物種於1933年時為竹山俊雄描述，見於描述時的大日本帝國的部分範圍，即今日之日本、朝鲜半島及當時南滿鐵路範圍的大連:74，
也見於黄海、东海、南中国海海域、香港等海域，属于温带性种类。
其一般生活于潮下带水深23-81米的细砂质底。